# イェウパトーリヤ
イェウパトーリヤ（ウクライナ語: Євпато́рія,ロシア語: Евпатория, Yevpatoriya）は、クリミア半島にある都市で、基礎自治体イェウパトーリヤに属す。クリミア・タタール語の呼称はケズレブ（Кезлев,Kezlev）

## 歴史
このエリアでの居住に関して、最初に記録に残っているものとしては、紀元前500年ごろのギリシャ植民者によって建てられた"Kerkinitis"と呼ばれた居住地である。他のクリミア地方と同様に、ポントス王国のミトリダテス6世の支配地の一部であった。7世紀から10世紀頃、イェウパトーリヤは、ハザール語で"Güzliev (美しい家)"という名のハザールの居住地であった。 その後、クマン人、モンゴル人、クリミア・ハン国の影響を受けた。その間、街はクリミア・タタール人には"Kezlev"、オスマントルコ人には"Gözleve"と呼ばれていた。中世のロシアにおける"Kozlov"という名前は、クリミア・タタール人の都市名がロシア化されたものである。1478年から1485年までの短期間、街はオスマン帝国の支配を受けた。その後、クリミア・ハン国の中心地となった。1783年、クリミア半島全体がロシア帝国により併合された。1784年街の名前が"Evpatoriya"に改名された。クリミア戦争中の1854年、イギリス軍、フランス軍、トルコ軍によって街は占領された。ロシアによるクリミア半島の併合の後、イェウパトーリヤはクリミア・カライムの指導者"Gakham"の拠点となった。
現在も280人ほどのユダヤ人、130人ほどのクリミア・カライム人が生活している。主要民族はロシア人71.06%、ウクライナ人13.37%、クリミア・タタール人6.32%など

## 交通
- イェウパトーリヤ市電

## 施設
- RT-70

## 出身人物
- マリア・ゴロホフスカヤ - ソビエト連邦の元女子体操競技選手
- クセニア・シモノヴァ - サンドアーティスト
- セルゲイ・ソコロフ - ソ連の軍人
- アダビア・エフェンディエバ - クリミア・タタールの伝統装飾オルネクの代表的なデザイナー・刺繡職人

## 姉妹都市
- ヨアニナ、ギリシャ
- ザキントス、ギリシャ
- Lambie、ギリシャ
- ベルゴロド、ロシア
- Krasnogorsky District、ロシア
- オストロビエツ・シフィエントクシスキ、ポーランド
- ルートヴィヒスブルク、ドイツ
- フィゲイラ・ダ・フォズ、ポルトガル